# Liste des sites classés et inscrits de la Lozère

Localisation de la Lozère (en rouge) en France.

Cet article recense les sites classés et inscrits de la Lozère, en France.

## Liste

### Sites classés
La liste suivante recense les sites classés de la Lozère.
Les sites peuvent être classés suivant un ou plusieurs critères : artistique, pittoresque, scientifique, historique, légendaire (ou tout critère).
| Site                                                       | Communes | Date             | Superficie (ha) | Critères et notes | Coordonnées                 | Photo |
| ---------------------------------------------------------- | --- | ---------------- | --------------- | --- | --------------------------- | ----- |
| Vallée ennoyée de la Truyère et du Bès, Garabit - Grandval | Albaret-le-Comtal | 22 décembre 2022 | 10 378,26       | Pittoresque Le site s'étend principalement sur le département du Cantal ; la partie lozérienne ne concerne que l'extrémité de la vallée du Bès. | 44° 56′ 14″ N, 3° 07′ 10″ E |       |
| Lion de Balsièges                                          | Balsièges | 15 juin 1936     | 3,87            | Tout critère Rocher dolomitique ressemblant à un lion couché. | 44° 28′ 34″ N, 3° 27′ 11″ E |       |
| Forteresse de Malepeyre                                    | La Canourgue | 21 juillet 1941  | 0,66            | Tout critère Également nommée roc Traoucat, il s'agit d'une muraille rocheuse dominant la vallée de l'Urugne. | 44° 24′ 27″ N, 3° 14′ 17″ E |       |
| Sabot de Malepeyre                                         | La Canourgue | 24 août 1936     | 0,06            | Tout critère Formation géologique. | 44° 24′ 23″ N, 3° 14′ 25″ E |       |
| Site paléontologique de Saint-Laurent-de-Trèves            | Cans et Cévennes | 6 mai 1966       | 1,32            | Scientifique Ancienne commune de Saint-Laurent-de-Trèves : trois dalles comportant des empreintes fossiles de Grallator, une espèce de dinosaure. | 44° 16′ 20″ N, 3° 36′ 01″ E |       |
| Pierre branlante de Châteauneuf                            | Châteauneuf-de-Randon | 6 mai 1936       | 0,58            | Tout critère Formation géologique. | 44° 38′ 41″ N, 3° 40′ 27″ E |       |
| Baou de l'Estival                                          | Fontans, Peyre en Aubrac | 21 février 1984  | 57,27           | Pittoresque L'arrêté de classement concerne l'ancienne commune de Javols, depuis absorbée par Peyre en Aubrac. Le site concerne une portion du cours de la Truyère, entre deux baous, comportant plusieurs cascades. | 44° 43′ 10″ N, 3° 21′ 10″ E |       |
| Château de Fournels et son parc                            | Fournels | 6 septembre 1989 | 26,08           | Historique et pittoresque Le château est inscrit au titre des monuments historiques. | 44° 49′ 16″ N, 3° 07′ 24″ E |       |
| Gorges du Tarn et de la Jonte                              | Gorges du Tarn Causses, Hures-la-Parade, Ispagnac, Laval-du-Tarn, La Malène, Mas-Saint-Chély, Massegros Causses Gorges, Meyrueis, Le Rozier, Saint-Pierre-des-Tripiers | 29 mars 2002     | 20 212,66       | Pittoresque Le site s'étend également sur le département voisin de l'Aveyron. L'arrêté de classement concerne les communes de Montbrun (Lozère), Quézac et Sainte-Enimie (fusionnées par la suite dans Gorges du Tarn Causses) et de Saint-Georges-de-Lévéjac, Saint-Rome-de-Dolan et Les Vignes (absorbées par Massegros Causses Gorges). | 44° 15′ 16″ N, 3° 19′ 37″ E |       |
| Aven Armand                                                | Hures-la-Parade | 20 août 1941     | 0,05            | Tout critère | 44° 13′ 21″ N, 3° 21′ 21″ E |       |
| Grotte Amélineau                                           | Hures-la-Parade | 1er février 1990 | 34,05           | Pittoresque et scientifique | 44° 12′ 14″ N, 3° 19′ 22″ E |       |
| Château de Combettes et ses abords                         | Lachamp-Ribennes | 26 janvier 1990  | 69,98           | Historique et pittoresque Le château est inscrit au titre des monuments historiques. | 44° 39′ 25″ N, 3° 21′ 59″ E |       |
| Rocher de Moïse                                            | Mende | 20 juin 1936     | 0,03            | Tout critère Formation géologique dans la forêt de Mende. | 44° 30′ 09″ N, 3° 28′ 04″ E |       |
| Grotte de Dargilan                                         | Meyrueis | 21 juillet 1941  | 0,07            | Tout critère | 44° 11′ 48″ N, 3° 22′ 30″ E |       |
| Cascade de Rûnes                                           | Pont de Montvert - Sud Mont Lozère | 11 février 1942  | 0,28            | Tout critère L'arrêté de classement concerne l'ancienne commune de Fraissinet-de-Lozère. | 44° 22′ 42″ N, 3° 40′ 24″ E |       |
| Château du Roure                                           | Prévenchères | 9 août 1945      | 18,03           | Tout critère Le château est classé au titre des monuments historiques. | 44° 29′ 50″ N, 3° 56′ 54″ E |       |
| Pyramide en porte-à-faux                                   | Saint-Denis-en-Margeride | 20 avril 1936    | 0,01            | Tout critère Formation géologique. | 44° 45′ 45″ N, 3° 26′ 27″ E |       |

### Sites inscrits

#### Sites actuels
La liste suivante recense les sites inscrits de la Lozère en 2024.
| Site                                                            | Communes                                                                               | Date             | Superficie (ha) | Critères et notes | Coordonnées                 | Photo |
| --------------------------------------------------------------- | -------------------------------------------------------------------------------------- | ---------------- | --------------- | --- | --------------------------- | ----- |
| Château du Champ                                                | Altier                                                                                 | 11 juillet 1942  | 1,31            | Le château est inscrit au titre des monuments historiques. | 44° 28′ 14″ N, 3° 51′ 05″ E |       |
| Village d'Arzenc-d'Apcher et ses abords                         | Arzenc-d'Apcher                                                                        | 13 février 1967  | 75,94           | | 44° 51′ 18″ N, 3° 06′ 01″ E |       |
| Truc de Balduc                                                  | Brenoux, Saint-Bauzile, Saint-Étienne-du-Valdonnez                                     | 20 janvier 1981  | 1 033,41        | | 44° 28′ 41″ N, 3° 31′ 21″ E |       |
| Vieille ville de La Canourgue                                   | Banassac-Canilhac, La Canourgue                                                        | 23 août 1974     | 33,48           | | 44° 25′ 57″ N, 3° 12′ 51″ E |       |
| Ruines du château de Chanac, village à l'intérieur des remparts | Chanac                                                                                 | 10 avril 1967    | 3,17            | Le château est inscrit au titre des monuments historiques. | 44° 28′ 02″ N, 3° 20′ 37″ E |       |
| Village de Châteauneuf-de-Randon et ses abords                  | Châteauneuf-de-Randon                                                                  | 8 août 1978      | 120,19          | | 44° 38′ 34″ N, 3° 40′ 31″ E |       |
| Gorges du Tarn et de la Jonte : villages                        | Gorges du Tarn Causses, La Malène, Massegros Causses Gorges, Saint-Pierre-des-Tripiers | 31 mars 1942     | 41,78           | Le site inscrit a été dans sa grande majorité remplacé par un site classé. Le reliquat du site d'origine ne concerne plus que les villages.                                                                                     | 44° 20′ 11″ N, 3° 24′ 16″ E |       |
| Village de Drigas                                               | Hures-la-Parade                                                                        | 4 juillet 1945   | 81,2            | | 44° 14′ 59″ N, 3° 24′ 09″ E |       |
| Lac de Saint-Andéol et ses abords                               | Marchastel                                                                             | 11 février 1942  | 60,23           | | 44° 37′ 03″ N, 3° 04′ 50″ E |       |
| Centre ancien de Marvejols                                      | Marvejols                                                                              | 24 août 1984     | 10,27           | | 44° 33′ 11″ N, 3° 17′ 25″ E |       |
| Sanatorium privé de Saint-Rome-de-Dolan                         | Massegros Causses Gorges                                                               | 14 avril 1942    | 191             | | 44° 16′ 07″ N, 3° 12′ 17″ E |       |
| Agglomération de Meyrueis, ses abords et plan d'eau de la Jonte | Meyrueis                                                                               | 10 mars 1944     | 25,26           | | 44° 10′ 45″ N, 3° 25′ 44″ E |       |
| Château de Roquedols et ses abords                              | Meyrueis                                                                               | 29 décembre 1960 | 153,2           | Le château est inscrit au titre des monuments historiques. | 44° 09′ 30″ N, 3° 26′ 01″ E |       |
| Château et village d'Ayres                                      | Meyrueis                                                                               | 29 novembre 1945 | 16              | | 44° 10′ 56″ N, 3° 26′ 22″ E |       |
| Pont des Six-Liards et ses abords                               | Meyrueis                                                                               | 31 juillet 1945  | 4,44            | | 44° 11′ 02″ N, 3° 26′ 13″ E |       |
| Chapelle Saint-Jean du Bleymard, ancien prieuré et leurs abords | Mont Lozère et Goulet                                                                  | 19 février 1943  | 3,82            | La chapelle est classée au titre des monuments historiques. | 44° 29′ 43″ N, 3° 43′ 40″ E |       |
| Groupe de maisons anciennes au Bleymard                         | Mont Lozère et Goulet                                                                  | 9 mars 1943      | 0,1             | L'inscription concerne plusieurs édifice autour de la mairie du Bleymard. | 44° 29′ 11″ N, 3° 44′ 08″ E |       |
| Maison Peytavin                                                 | Mont Lozère et Goulet                                                                  | 5 février 1943   | 0,22            | L'édifice est inscrit au titre des monuments historiques. | 44° 29′ 11″ N, 3° 44′ 02″ E |       |
| Ruines du château du Tournel                                    | Mont Lozère et Goulet                                                                  | 26 octobre 1967  | 12,7            | Ancienne commune de Saint-Julien-du-Tournel | 44° 30′ 05″ N, 3° 42′ 13″ E |       |
| Cascade du Déroc                                                | Nasbinals                                                                              | 11 février 1942  | 1,84            | | 44° 38′ 42″ N, 3° 04′ 24″ E |       |
| Lac des Salhiens                                                | Nasbinals                                                                              | 11 février 1942  | 6,73            | | 44° 38′ 36″ N, 3° 03′ 38″ E |       |
| Chapelle de la Madeleine de Planchamp                           | Pied-de-Borne                                                                          | 31 juillet 1942  | 0,86            | La chapelle est inscrite au titre des monuments historiques. | 44° 28′ 47″ N, 3° 59′ 12″ E |       |
| Gorges du Chassezac                                             | Pied-de-Borne, Prévenchères                                                            | 20 mars 1978     | 472,91          | | 44° 28′ 55″ N, 3° 57′ 01″ E |       |
| Hameau du Pouget                                                | Pourcharesses                                                                          | 18 juin 1969     | 22,39           | | 44° 25′ 48″ N, 3° 54′ 45″ E |       |
| Lac de Villefort et ses abords                                  | Pourcharesses, Villefort                                                               | 31 août 1972     | 340,7           | | 44° 27′ 23″ N, 3° 54′ 59″ E |       |
| Hameau de La Garde-Guérin                                       | Prévenchères                                                                           | 14 décembre 1942 | 2,34            | | 44° 28′ 39″ N, 3° 56′ 06″ E |       |
| Tilleul de Sully près de l'église                               | Prévenchères                                                                           | 26 octobre 1942  | 0,11            | | 44° 31′ 17″ N, 3° 54′ 35″ E |       |
| Tour d'Apcher et ses abords                                     | Prunières                                                                              | 4 juillet 1945   | 19,41           | La tour est classée au titre des monuments historiques. | 44° 48′ 59″ N, 3° 19′ 18″ E |       |
| Gorges de la Jonte : village du Rozier                          | Le Rozier                                                                              | 11 août 1981     | 25,77           | La protection d'origine, beaucoup plus grande, a été rendue en grande partie obsolète par la création du site classé des gorges du Tarn et de la Jonte. Le reliquat de l'inscription ne concerne plus que le village du Rozier. | 44° 11′ 30″ N, 3° 12′ 34″ E |       |
| Hameau de Saint-Pierre-des-Tripiers                             | Saint-Pierre-des-Tripiers                                                              | 2 février 1944   | 1,75            | | 44° 13′ 35″ N, 3° 16′ 24″ E |       |
| Château de Saint-Saturnin et ses abords                         | Saint-Saturnin                                                                         | 20 novembre 1968 | 12,13           | Le château est classé au titre des monuments historiques. | 44° 24′ 43″ N, 3° 11′ 16″ E |       |
| Rocher de Saint-Jean                                            | Serverette                                                                             | 27 avril 1936    | 0,01            | Formation géologique | 44° 41′ 37″ N, 3° 23′ 44″ E |       |
| Hameau du Plos et ses abords immédiats                          | Vialas                                                                                 | 6 juillet 1973   | 589,1           | | 44° 20′ 54″ N, 3° 53′ 55″ E |       |
| Immeubles rue Louis-Cagne                                       | Villefort                                                                              | 23 octobre 1942  | 0,07            | Comprend la maison gothique de Villefort, inscrite au titre des monuments historiques, ainsi que les mairies de Pourcharesses et de Villefort.                                                                                  | 44° 26′ 19″ N, 3° 55′ 58″ E |       |

#### Anciens sites
Deux sites de Mende, précédemment inscrits, ont été radiés en 2022 en raison de leur état de dégradation irréversible :
- Allée Piencourt
- Terrains en bordure de l'allée Piencourt